# Società Sportiva Rende 1982-1983
Questa pagina raccoglie le informazioni riguardanti la Società Sportiva Rende nelle competizioni ufficiali della stagione 1982-1983.

## Rosa
| N. |                   | Ruolo | Calciatore            |
| -- | ----------------- | ----- | --------------------- |
| -  | Italia (bandiera) | D     | Salvatore Aiello      |
| -  | Italia (bandiera) | C     | Adriano Banelli       |
| -  | Italia (bandiera) | P     | Marco Branchetti      |
| -  | Italia (bandiera) | C     | Alfredo Canino        |
| -  | Italia (bandiera) | D     | Alessandro Caponi     |
| -  | Italia (bandiera) | D     | Giorgio Carrer        |
| -  | Italia (bandiera) | D     | Ilario Cozzi          |
| -  | Italia (bandiera) | D     | Francesco Di Vincenzo |
| -  | Italia (bandiera) | C     | Pasquale Fiore        |
| -  | Italia (bandiera) | C     | Marco Grilli          |
| -  | Italia (bandiera) | D     | Paolo Gustinetti      |

| N. |                   | Ruolo | Calciatore         |
| -- | ----------------- | ----- | ------------------ |
| -  | Italia (bandiera) | C     | Francesco Ilari    |
| -  | Italia (bandiera) | A     | Francesco Lapa     |
| -  | Italia (bandiera) | P     | Antonio Leone      |
| -  | Italia (bandiera) | C     | Massimo Massarini  |
| -  | Italia (bandiera) | C     | Gregorio Mauro (I) |
| -  | Italia (bandiera) | P     | Giorgio Nasuelli   |
| -  | Italia (bandiera) | A     | Riccardo Petrucci  |
| -  | Italia (bandiera) | C     | Tarcisio Sarpa     |
| -  | Italia (bandiera) | A     | Bruno Zanolla      |
| -  | Italia (bandiera) | A     | Salvatore Zappalà  |
| -  | Italia (bandiera) | A     | Marcello Rizzuti   |

## Risultati

### Campionato

#### Girone di andata
| 19 settembre 1982 1ª giornata | Empoli | 2 – 0 | Rende |  |

| 26 settembre 1982 2ª giornata | Rende | 3 – 0 | Barletta |  |

| 3 ottobre 1982 3ª giornata | Reggina | 1 – 0 | Rende |  |

| 10 ottobre 1982 4ª giornata | Rende | 1 – 0 | Campania |  |

| 17 ottobre 1982 5ª giornata | Anconitana | 1 – 2 | Rende |  |

| 24 ottobre 1982 6ª giornata | Rende | 3 – 1 | Virtus Casarano |  |

| 31 ottobre 1982 7ª giornata | Rende | 1 – 0 | Livorno |  |

| 7 novembre 1982 8ª giornata | Nocerina | 0 – 0 | Rende |  |

| 14 novembre 1982 9ª giornata | Rende | 1 – 1 | Pescara |  |

| 21 novembre 1982 10ª giornata | Taranto | 1 – 0 | Rende |  |

| 28 novembre 1982 11ª giornata | Rende | 1 – 2 | Salernitana |  |

| 5 dicembre 1982 12ª giornata | Casertana | 4 – 0 | Rende |  |

| 12 dicembre 1982 13ª giornata | Paganese | 2 – 1 | Rende |  |

| 14 dicembre 1982 14ª giornata | Rende | 0 – 0 | Cosenza |  |

| 9 gennaio 1983 15ª giornata | Siena | 1 – 1 | Rende |  |

| 16 gennaio 1983 16ª giornata | Rende | 1 – 0 | Benevento |  |

| 23 gennaio 1983 17ª giornata | Ternana | 0 – 0 | Rende |  |

#### Girone di ritorno
| 30 gennaio 1983 18ª giornata | Rende | 0 – 0 | Empoli |  |

| 6 febbraio 1983 19ª giornata | Barletta | 1 – 0 | Rende |  |

| 13 febbraio 1983 20ª giornata | Rende | 1 – 0 | Reggina |  |

| 20 febbraio 1983 21ª giornata | Campania | 1 – 1 | Rende |  |

| 27 febbraio 1983 22ª giornata | Rende | 3 – 1 | Anconitana |  |

| 6 marzo 1983 23ª giornata | Virtus Casarano | 1 – 0 | Rende |  |

| 13 marzo 1983 24ª giornata | Livorno | 3 – 1 | Rende |  |

| 20 marzo 1983 25ª giornata | Rende | 1 – 1 | Nocerina |  |

| 2 aprile 1983 26ª giornata | Pescara | 2 – 0 | Rende |  |

| 10 aprile 1983 27ª giornata | Rende | 1 – 1 | Taranto |  |

| 17 aprile 1983 28ª giornata | Salernitana | 1 – 0 | Rende |  |

| 1º maggio 1983 29ª giornata | Rende | 1 – 0 | Casertana |  |

| 8 maggio 1983 30ª giornata | Rende | 2 – 0 | Paganese |  |

| 15 maggio 1983 31ª giornata | Cosenza | 0 – 0 | Rende |  |

| 22 maggio 1983 32ª giornata | Rende | 1 – 1 | Siena |  |

| 29 maggio 1983 33ª giornata | Benevento | 3 – 0 | Rende |  |

| 5 giugno 1983 34ª giornata | Rende | 0 – 2 | Ternana |  |